# Juliusz Kluk
Juliusz Ludwik Kluk (ur. 10 kwietnia 1910 w Przemyślu, zm. 19 października 1986 w Leicester w Anglii) – polski lekkoatleta i nauczyciel wychowania fizycznego, mistrz i rekordzista Polski.

## Życiorys
Był wszechstronnym lekkoatletą, ale największe sukcesy odnosił w skoku o tyczce. Był mistrzem Polski w tej konkurencji w 1932 i 1933 oraz wicemistrzem w 1934. Zdobył również złoty medal halowych mistrzostw Polski w 1934 w skoku o tyczce.
28 sierpnia 1932 we Lwowie ustanowił rekord Polski w skoku o tyczce wynikiem 3,74.
W latach 1932-1939 wystąpił w sześciu meczach reprezentacji Polski (8 startów) w skoku o tyczce i pchnięciu kulą, odnosząc 2 zwycięstwa indywidualne.
Rekordy życiowe:
- skok o tyczce (stadion) – 3,84 m (7 lipca 1934, Poznań)
- skok o tyczce (hala) – 3,84 m (2 lutego 1934, Przemyśl)
- pchnięcie kulą – 12,53 m (28 sierpnia 1932, Lwów)

Był zawodnikiem Sokoła-Macierzy Lwów (1924-1932) i Legii Warszawa (1933-1939).
Ukończył VIII Gimnazjum we Lwowie w 1929, a także CIWF w Warszawie w 1935. Uzyskał magisterium w Studium WF Uniwersytetu Jagiellońskiego (1938). Był asystentem i wykładowcą w CIWF. W czasie wojny znalazł się we Lwowie, potem służył w Armii Andersa w ZSRR oraz w 2 Korpusie Polskim, z którym przebył szlak bojowy w Iranie, Afryce i we Włoszech. Po II wojnie światowej pozostał w Wielkiej Brytanii, gdzie pracował jako nauczyciel.